# スナーキー・パピー
スナーキー・パピー（Snarky Puppy）はベーシストのマイケル・リーグがリーダーを務めるインストゥルメンタル・バンド。
2004年に結成され、ジャズ・ロック・ファンク・ワールドミュージックなどを組み合わせた音楽を演奏している。

## 歴史
2004年、ノーステキサス大学の学生であったメンバーを中心に結成された。

## メンバー
- マイケル・リーグ - ベース、シンセベース、バリトンギター、バンドリーダー
- ジェイ・ジェニングス - トランペット、フリューゲルホルン
- マイク・マーハー - トランペット、フリューゲルホルン
- クリス・ブロック - テナー&ソプラノサックス、バスクラリネット、フルート
- ボブ・レイノルズ - テナーサックス
- ザック・ブロック - ヴァイオリン
- ビル・ローレンス - ピアノ、キーボード
- ボビー・スパークス II - キーボード
- ジャスティン・スタントン - キーボード、トランペット
- ボブ・ランゼッティ - ギター
- マーク・レッティエリ - ギター、バリトンギター、ベース
- クリス・マックイーン - ギター
- ラーネル・ルイス - ドラムス
- ジャミソン・ロス - ドラムス
- ジェイソン・JT・トーマス - ドラム
- 小川 慶太 - パーカッション
- ネイト・ワース - パーカッション
- マルセロ・ウォロスキ - パーカッション

## 元メンバー
- ロバート・スパット・シーライト - ドラム
- コリー・ヘンリー - キーボード、オルガン
- ショーン・マーティン - キーボード（2024年8月3日死去）

## ディスコグラフィ
- Live At Uncommon Ground (2005)
- The Only Constant (2006)
- The World Is Getting Smaller (2007)
- Bring Us The Bright (2008)
- Tell Your Friends (2010)
- groundUP (2012)
- ukuru Celestin & Snarky Puppy - Amkeni (2013)
- Family Dinner Volume One (2013)
- We Like It Here (2014)
- Snarky Puppy & Metropole Orchestra - Sylva (2015)
- Family Dinner Volume Two (2016)
- Culcha Vulcha (2016)
- Immigrance (2019)
- Live At The Royal Albert Hall (2019)
- Empire Central (2022)